# Andreapol
Andreapol (Russisch: Андреаполь) is een stad in de Russische oblast Tver. De stad ligt op de uitlopers van de Waldajhoogte, aan de bovenloop van de Westelijke Dvina, 286 kilometer ten westen van Tver. Andreapol is tevens het centrum van het gelijknamige bestuurlijke district. Het aantal inwoners is 7.397 en is sinds het uiteenvallen van de Sovjet-Unie licht gedaald.
De naam Andreapol is afgeleid van Андреяно Поле ('veld in bezit van Andrej'). De geschiedenis van Andreapol gaat terug tot 1907, toen er een spoorlijn door het gebied werd aangelegd en een station werd geopend. De stad was bezet door de Duitsers tussen de herfst van 1941 en de winter van 1942. In 1967 werd de status van stad toegekend.
Andreapol herbergt een luchtmachtbasis voor onderscheppingsvliegtuigen, die dienen om de luchtafweer van Moskou te waarborgen. Er is een aantal MiG-29's gestationeerd.

## Demografie
| 1939  | 1959  | 1970  | 1979  | 1989  | 2002  | 2010  | 2015  |
| ----- | ----- | ----- | ----- | ----- | ----- | ----- | ----- |
| 3.800 | 8.400 | 9.100 | 9.300 | 9.610 | 9.317 | 8.286 | 7.397 |

Bestuurlijk centrum: Tver 

Andreapol · Bezjetsk · Bely · Bologoje · Kasjin · Kaljazin · Kimry · Konakovo · Krasny Cholm · Koevsjinovo · Lichoslavl · Nelidovo · Oedomlja · Ostasjkov · Rzjev · Staritsa · Torzjok · Toropets · Vesjegonsk · Vysjni Volotsjok · Zapadnaja Dvina · Zoebtsov